# Дубравский курган
Дубравский курган, называемый Баршукални, — курган и поселение на территории муниципалитета Каунасского района, к югу от Дубраво Самила Старейшинство . До него можно добраться по шоссе Вайшвидава – Виршужиглис в коллективных садах, повернув направо в южном направлении – это 200 м вправо на северо-западе за каналом.

## Курган
Курган расположен на отдельном холме. Участок овальной формы, вытянутой в направлении северо-запад – юго-восток, размером 70х45 м, с приподнятой серединой до 1,5 м. Склоны пологие, высота 7 метров.
Курган сильно пострадал в результате распашки и раскопок солдатами Советской Армии на склонах имитаторов мишеней. Курган загрязнен, западный склон покрыт елями, остальные склоны покрыты кустарником.
В 1953 году курган был исследован Институтом истории и в 1962 г. - Научно-методический совет. Никакого культурного слоя не наблюдалось.